# Lulajże, Jezuniu

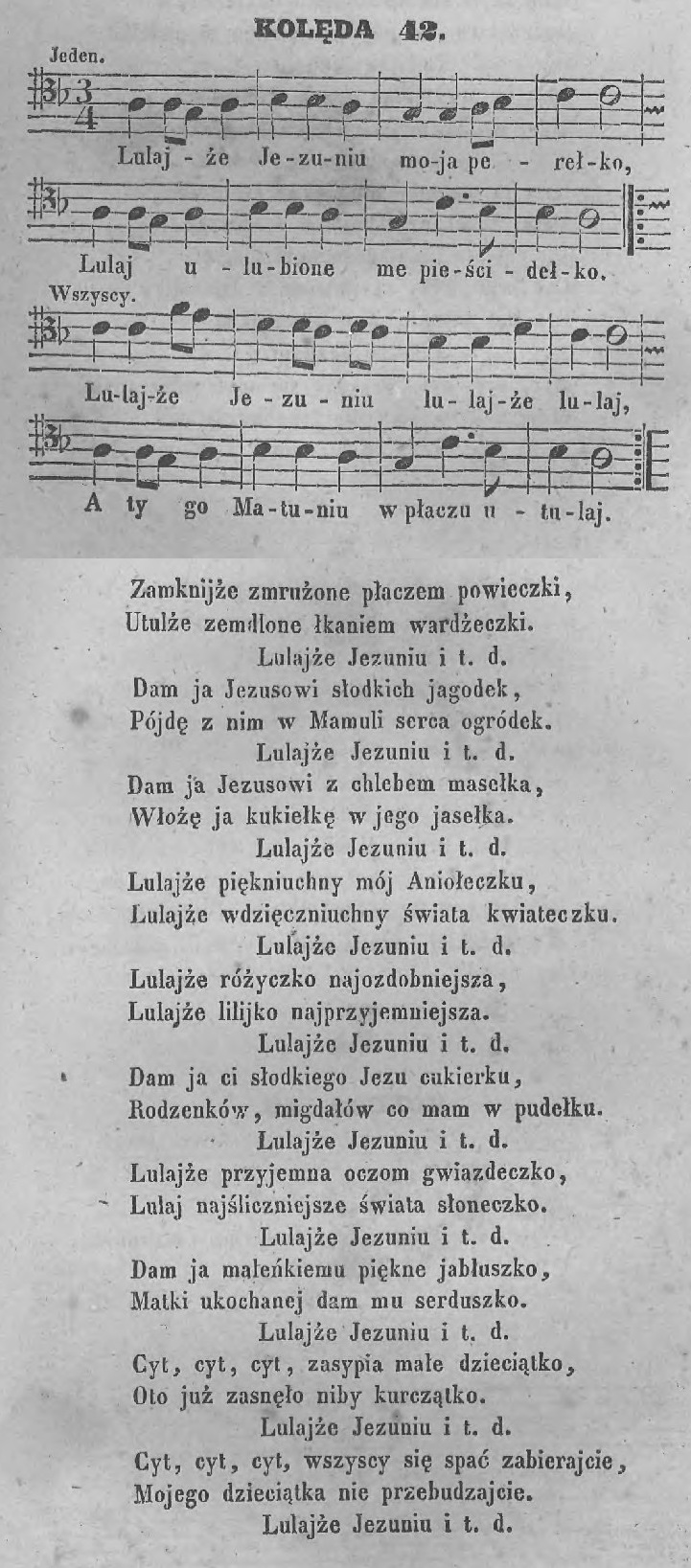
Druckfassung 1843

Lulajże, Jezuniu ist ein polnisches Weihnachtslied, das im 17. Jahrhundert entstanden ist. Die älteste erhaltene polnische Version ist im Erzbischöflichen Archiv in Posen zu finden. Mittlerweile liegen verschiedene deutsche Übersetzungen vor, u. a. Luleise Gottessohn, Schlafe, mein Jesuskind, Jesukind, schlafe oder Schlafe, Jesulein, von denen einige auch in katholischen Kirchen in der Weihnachtszeit gesungen werden.
Das Lied gehört zur Gattung der Christkindwiegenlieder.

## Text und Übersetzung
1. Lulajże Jezuniu, moja perełko,

Lulaj ulubione me pieścidełko.

Lulajże Jezuniu, lulaj, że lulaj

A ty go matulu w płaczu utulaj

2. Zamknijże zmrużone płaczem powieczki,

Utulże zemdlone łkaniem wardżeczki.

Lulajże Jezuniu, lulaj, że lulaj

A ty go matulu w płaczu utulaj

3. Dam ja Jezusowi słodkich jagodek,

Pójdę z nim w Matuli serca ogródek.

Lulajże Jezuniu, lulaj, że lulaj

A ty go matulu w płaczu utulaj
1. Schlaf ein, Jesulein, meine Perle,

schlaf ein, mein zärtlich geliebtes Kind.

Schlaf ein, Jesulein, schlaf ein, schlaf ein,

und du, seine Mama, liebkose ihn, wenn er weint.

2. Drück ihm die müde geweinten Augen zu,

liebkose die vom Schluchzen erschöpften Lippen.

Schlaf ein, Jesulein, schlaf ein, schlaf ein,

und du, seine Mama, liebkose ihn, wenn er weint.

3. Ich gebe dem Jesuskind süße Beeren,

ich gehe mit ihm in Mamas Herzensgarten.

Schlaf ein, Jesulein, schlaf ein, schlaf ein,

und du, seine Mama, liebkose ihn, wenn er weint.

## Bearbeitungen

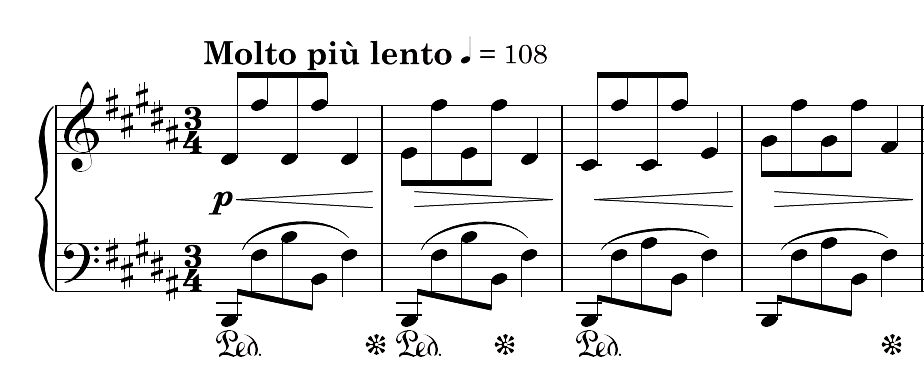
Ausschnitt aus dem Scherzo Nr. 1 in h-Moll op. 20 von Frédéric Chopin

### Instrumental
- Frédéric Chopin zitiert das Lied im Mittelteil seines Scherzo Nr. 1 in h-Moll op. 20, komponiert um 1831.

### Vokal
- Lulajże Jezuniu. Vertonung von Ludger Stühlmeyer, für Bass-Solo, Chor (SATB), Violine und Orgel, Hof 2014.
- Schlaf ein, mein Jesulein, deutscher Text: Markus Munzer-Dorn. In: Lieder-Projekt, Carus-Verlag, Stuttgart 2014.[6]
- Lulajże Jezuniu oder Schlafe, mein Jesuskind. Deutscher Text: Heidi Kirmße. Chorsatz von Józef Świder. Carus-Verlag, Stuttgart 2013.[3]
- Lulajże Jezuniu oder Jesukind schlafe. Deutscher Text und Chorsatz (SATB) von Siegfried Singer. Helbling-Verlag, Innsbruck/Esslingen 2011.[4]